# Waka (música africana)
El waka es un género de música nigeriana popular. Es una mezcla de jùjú, fuji y música yoruba tradicional. La popular cantante Salawa Abeni se hizo famosa a escala nacional tras la publicación de Late General Murtala Ramat Mohammed en 1976, que fue la primera grabación nigeriana de una mujer que logró vender más de un millón de copias. En los años 80 crea su propio estilo de música al que denominó waka. Ella estuvo tan estrechamente asociada con el género que una figura tan representativa como el Alaafin de Oyo, Obalamidi Adeyemi, la coronó como "la Reina de Música Waka" en 1992.